# L'eroe cinese (Bonno)
L'eroe cinese és una òpera en tres actes composta per Giuseppe Bonno sobre un llibret italià de Pietro Metastasio. S'estrenà al Teatre dels jardins imperials de Schönbrunn de Viena el 13 de maig de 1752. S'estrenà a Catalunya el 23 de setembre de 1755 al Teatre de la Santa Creu de Barcelona.